# Vaudoy-en-Brie
Vaudoy-en-Brie és un municipi francès, situat al departament de Sena i Marne i a la regió de Illa de França. L'any 2007 tenia 805 habitants.
Forma part del cantó de Fontenay-Trésigny, del districte de Provins i de la Comunitat de comunes de Val Briard.

## Demografia

### Població
El 2007 la població de fet de Vaudoy-en-Brie era de 805 persones. Hi havia 283 famílies, de les quals 52 eren unipersonals (36 homes vivint sols i 16 dones vivint soles), 80 parelles sense fills, 135 parelles amb fills i 16 famílies monoparentals amb fills.
La població ha evolucionat segons el següent gràfic:
Habitants censats

### Habitatges
El 2007 hi havia 317 habitatges, 283 eren l'habitatge principal de la família, 14 eren segones residències i 20 estaven desocupats. 298 eren cases i 19 eren apartaments. Dels 283 habitatges principals, 229 estaven ocupats pels seus propietaris, 46 estaven llogats i ocupats pels llogaters i 8 estaven cedits a títol gratuït; 1 tenia una cambra, 12 en tenien dues, 37 en tenien tres, 65 en tenien quatre i 168 en tenien cinc o més. 229 habitatges disposaven pel capbaix d'una plaça de pàrquing. A 99 habitatges hi havia un automòbil i a 165 n'hi havia dos o més.

### Piràmide de població
La piràmide de població per edats i sexe el 2009 era:
| Homes | Edats   | Dones |
| ----- | ------- | ----- |
| 0     | 95 o +  | 0     |
| 0     | 90 a 94 | 4     |
| 0     | 85 a 89 | 0     |
| 0     | 80 a 84 | 4     |
| 8     | 75 a 79 | 0     |
| 12    | 70 a 74 | 16    |
| 8     | 65 a 69 | 4     |
| 8     | 60 a 64 | 8     |
| 24    | 55 a 59 | 12    |
| 12    | 50 a 54 | 16    |
| 28    | 45 a 49 | 28    |
| 40    | 40 a 44 | 32    |
| 52    | 35 a 39 | 40    |
| 12    | 30 a 34 | 28    |
| 12    | 25 a 29 | 8     |
| 12    | 20 a 24 | 20    |
| 24    | 15 a 19 | 24    |
| 32    | 10 a 14 | 56    |
| 40    | 5 a 9   | 32    |
| 28    | 0 a 4   | 16    |

## Economia
El 2007 la població en edat de treballar era de 542 persones, 426 eren actives i 116 eren inactives. De les 426 persones actives 391 estaven ocupades (217 homes i 174 dones) i 35 estaven aturades (19 homes i 16 dones). De les 116 persones inactives 26 estaven jubilades, 49 estaven estudiant i 41 estaven classificades com a «altres inactius».

### Ingressos
El 2009 a Vaudoy-en-Brie hi havia 287 unitats fiscals que integraven 856,5 persones, la mediana anual d'ingressos fiscals per persona era de 22.024 €.

### Activitats econòmiques
Dels 35 establiments que hi havia el 2007, 1 era d'una empresa extractiva, 12 d'empreses de construcció, 10 d'empreses de comerç i reparació d'automòbils, 4 d'empreses de transport, 1 d'una empresa d'hostatgeria i restauració, 1 d'una empresa d'informació i comunicació, 1 d'una empresa financera, 1 d'una empresa immobiliària, 1 d'una empresa de serveis, 1 d'una entitat de l'administració pública i 2 d'empreses classificades com a «altres activitats de serveis».
Dels 11 establiments de servei als particulars que hi havia el 2009, 1 era una oficina de correu, 1 taller de reparació d'automòbils i de material agrícola, 2 paletes, 1 guixaire pintor, 3 fusteries, 1 lampisteria, 1 restaurant i 1 saló de bellesa.
Dels 2 establiments comercials que hi havia el 2009, 1 era una botiga de més de 120 m² i 1 una joieria.
L'any 2000 a Vaudoy-en-Brie hi havia 16 explotacions agrícoles que ocupaven un total de 1.920 hectàrees.

## Equipaments sanitaris i escolars
El 2009 hi havia una escola elemental integrada dins d'un grup escolar amb les comunes properes formant una escola dispersa.

## Poblacions més properes
El següent diagrama mostra les poblacions més properes.